# 8052 Новаліс
8052 Новаліс (8052 Novalis) — астероїд головного поясу, відкритий 24 вересня 1960 року.
Тіссеранів параметр щодо Юпітера — 3,222.